# Sarcoglottis veyretiae
Sarcoglottis veyretiae är en orkidéart som beskrevs av Dariusz Lucjan Szlachetko. Sarcoglottis veyretiae ingår i släktet Sarcoglottis och familjen orkidéer. Inga underarter finns listade i Catalogue of Life.